# 托潘加
托潘加 （维沃特语：Topanga）是美國加利福尼亞州的一個人口普查指定地區，位於洛杉磯郡西部聖莫尼卡山脈。2010年人口普查時，托潘加有人口8,289人。